# North Texas LPGA Shootout
De North Texas LPGA Shootout is een jaarlijks golftoernooi voor vrouwen, dat deel uitmaakt van de LPGA Tour. Het toernooi werd opgericht in 2013 en vindt sindsdien plaats op de Las Colinas Country Club in Irving, Texas.
Het toernooi wordt over vier dagen gespeeld in een strokeplay-formule en na de tweede dag wordt de cut toegepast.

## Golfbanen
| Jaar  | Golfbaan                 | Plaats        | Info                |
| ----- | ------------------------ | ------------- | ------------------- |
| 2013- | Las Colinas Country Club | Irving, Texas | Baanrecord: 64 (-7) |

## Winnaressen
| Jaar | Winnares    | Score | Score | Info |
| ---- | ----------- | ----- | ----- | ---- |
| 2013 | Inbee Park  | 271   | –13   |      |
| 2014 | Stacy Lewis | 268   | –16   |      |
| 2015 | Inbee Park  | 269   | –15   |      |

| Toernooirecord |  | po = winnares na play-off |